# Salvador (Bahia)
Pour les articles homonymes, voir Salvador (homonymie) et Bahia (homonymie).
Vous pouvez aider à l'améliorer ou bien discuter des problèmes sur sa page de discussion.
- Il ne cite pas suffisamment ses sources. Vous pouvez indiquer les passages à sourcer avec {{référence nécessaire}} ou {{Référence souhaitée}}, et inclure les références utiles en les liant aux notes de bas de page. (Marqué depuis août 2018)
- Il doit être recyclé. La réorganisation et la clarification du contenu sont nécessaires. (Marqué depuis décembre 2020)
- La traduction doit être revue. Le contenu est difficilement compréhensible à cause d’erreurs de traduction, peut-être dues à l’utilisation d’un logiciel de traduction automatique. (Marqué depuis mars 2019)

- Archive Wikiwix
- Bing
- Cairn
- DuckDuckGo
- E. Universalis
- Gallica
- Google
- G. Books
- G. News
- G. Scholar
- Persée
- Qwant
- (zh) Baidu
- (ru) Yandex
- (wd) trouver des œuvres sur Wikidata

Salvador, appelée aussi Salvador de Bahia, est une ville du Brésil, capitale de l'État de Bahia. Elle fut la première capitale du Brésil.
Elle est située dans l'Est du pays sur une péninsule bordant la baie de Tous les Saints (en portugais Baia de Todos-os-Santos) sur l'océan Atlantique. C'est le port principal de la région Recôncavo Baiano (riche district maritime agricole et industriel). Avec 2 902 927 habitants en 2014 (plus de 3 200 000 pour l'agglomération en 2009), c'est la plus grande ville du nord-est brésilien et la quatrième ville du pays, après São Paulo, Rio de Janeiro et Brasilia.
Elle est fondée par les Portugais en 1549 sous le nom de São Salvador da Bahia de Todos os Santos, « Saint Sauveur de la baie de la Toussaint », au bord de la baie du même nom. En tant que première capitale du Brésil, Salvador est l'une des plus anciennes villes coloniales des Amériques.
La cathédrale de la ville est le siège du primat du Brésil et sa célébration du carnaval est considérée comme la plus grande fête du monde. Salvador était le premier port d'esclaves des Amériques et l'influence africaine des descendants des esclaves en fait un centre de la culture afro-brésilienne. La ville est réputée pour sa cuisine, sa musique et son architecture. La plage de Porto da Barra à Barra a été nommée l'une des meilleures plages du monde. Itaipava Arena Fonte Nova a été un site utilisé lors de la Coupe des Confédérations 2013 et la Coupe du monde de football 2014.
La zone métropolitaine de Salvador, qui abrite 4 015 205 personnes (2017), est la plus riche de la région du nord-est du Brésil.

## Géographie
Salvador de Bahia se situe au nord-est du Brésil, le long de l'océan Atlantique et de la baie de la Toussaint.
Un escarpement brisé sépare sa ville basse (Cidade Baixa) de sa ville haute (Cidade Alta) de 85 mètres environ. Elevador Lacerda, le premier ascenseur du Brésil, les relie depuis 1873. Le quartier Pelourinho de la ville haute, abritant encore de nombreux exemples d'architecture coloniale portugaise et de monuments historiques, a été classé au patrimoine mondial de l'UNESCO en 1985.

## Histoire

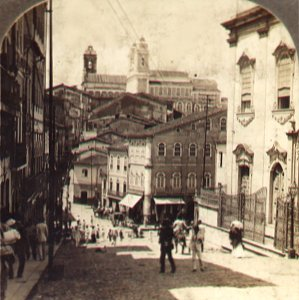
Salvador en 1900.

Première capitale du Brésil de 1549 à 1763 (remplacée ensuite par Rio de Janeiro, puis par Brasilia), Salvador de Bahia a été un point de convergence des cultures européennes, africaines et amérindiennes.
La colonie est fondée en 1549 par Tomé de Sousa et devient rapidement un centre de la culture de la canne à sucre. Le besoin de main-d'œuvre et sa proximité avec les côtes africaines en font une plaque tournante de l'esclavage d'Africains. Elle est la capitale du vice-roi de Grão Pará.
Les Hollandais capturent et pillent la ville en mai 1624 mais elle est reprise par les Portugais en avril de l'année suivante.
La ville est la capitale du Brésil jusqu'en 1763. S'étant révoltée, elle est prise d'assaut par les troupes portugaises en 1822, pour être « libérée » officiellement le 2 juillet 1823.
En 1948, la ville compte 340 000 habitants. Dans les années 1990, le quartier historique du Pelourinho (« petit pilori » car c'est là que les esclaves étaient punis[réf. nécessaire]) est nettoyé et restauré. Il est inscrit par l'UNESCO au patrimoine mondial de l'Humanité sous la dénomination « Centre historique de Salvador de Bahia ». C'est un quartier très populaire.

## Économie
À travers l'histoire brésilienne, Salvador a joué un rôle important. En raison de son emplacement sur la côte nord-est du Brésil, la ville a constitué un lien important dans l'empire portugais tout au long de l'ère coloniale, entretenant des liens commerciaux étroits avec le Portugal et les colonies portugaises d'Afrique et d'Asie.
Salvador est restée la ville prééminente au Brésil jusqu'en 1763, date à laquelle elle a été remplacée par Rio de Janeiro en tant que capitale nationale. Au cours des dix dernières années, de nombreux immeubles de bureaux et d'immeubles ont été construits, partageant les mêmes bâtiments que les immeubles d'habitation ou commerciaux de l'époque coloniale.
Avec ses plages, son climat tropical humide, ses nombreux centres commerciaux modernes (The Shopping Iguatemi était le premier centre commercial du nord-est du Brésil) et ses zones résidentielles agréables, la ville a beaucoup à offrir à ses résidents.
Économiquement, Salvador est l'une des villes les plus importantes du Brésil. Depuis sa création, la ville a été l'un des ports et centres commerciaux internationaux les plus importants du Brésil. Bénéficiant d'une grande raffinerie de pétrole, d'une usine pétrochimique et d'autres industries importantes, la ville a fait de grands progrès dans la réduction de sa dépendance historique vis-à-vis de l'agriculture pour sa prospérité.
Salvador est la deuxième destination touristique la plus populaire au Brésil, après Rio de Janeiro. Le tourisme et les activités culturelles sont d'importants générateurs d'emplois et de revenus, stimulent les arts et préservent le patrimoine artistique et culturel.
Parmi les principaux points d'intérêt, citons le fameux Pelourinho (du nom des anciennes colonies coloniales), ses églises historiques et ses plages. L'infrastructure touristique de Salvador est considérée comme l'une des plus modernes au monde, notamment en matière d'hébergement. La ville propose un hébergement pour tous les goûts et toutes les normes, des auberges de jeunesse aux hôtels internationaux. La construction est l'une des activités les plus importantes de la ville et de nombreux promoteurs internationaux (principalement d'Espagne, du Portugal et d'Angleterre) et nationaux investissent dans la ville et dans la zone littorale de Bahia.
L'entreprise Ford a une usine dans la région métropolitaine de Salvador, dans la ville de Camaçari, qui assemble le Ford EcoSport, le Ford Fiesta et le Ford Fiesta Sedan. C'était la première industrie automobile dans le nord-est du Brésil. L'industrie emploie 800 ingénieurs.
JAC Motors aura une usine dans la région métropolitaine de Salvador, dans la ville de Camaçari, la nouvelle industrie générera 3 500 emplois directs et 10 000 emplois indirects, soit une production de 100 000 véhicules par an.
En décembre 2001, Monsanto a inauguré, au pôle pétrochimique de Camaçari, dans la région métropolitaine de Salvador, la première usine de la société destinée à produire des matières premières pour l’herbicide Roundup en Amérique du Sud. L'investissement équivaut à 500 millions de dollars américains ; 350 millions de dollars ont été dépensés dans cette phase initiale. L'usine Camaçari, la plus grande unité de Monsanto en dehors des États-Unis, est également la seule usine de Monsanto à fabriquer des matières premières pour la ligne de production Roundup. L'entreprise a commencé les travaux de génie civil de la nouvelle usine en janvier 2000.

## Éducation

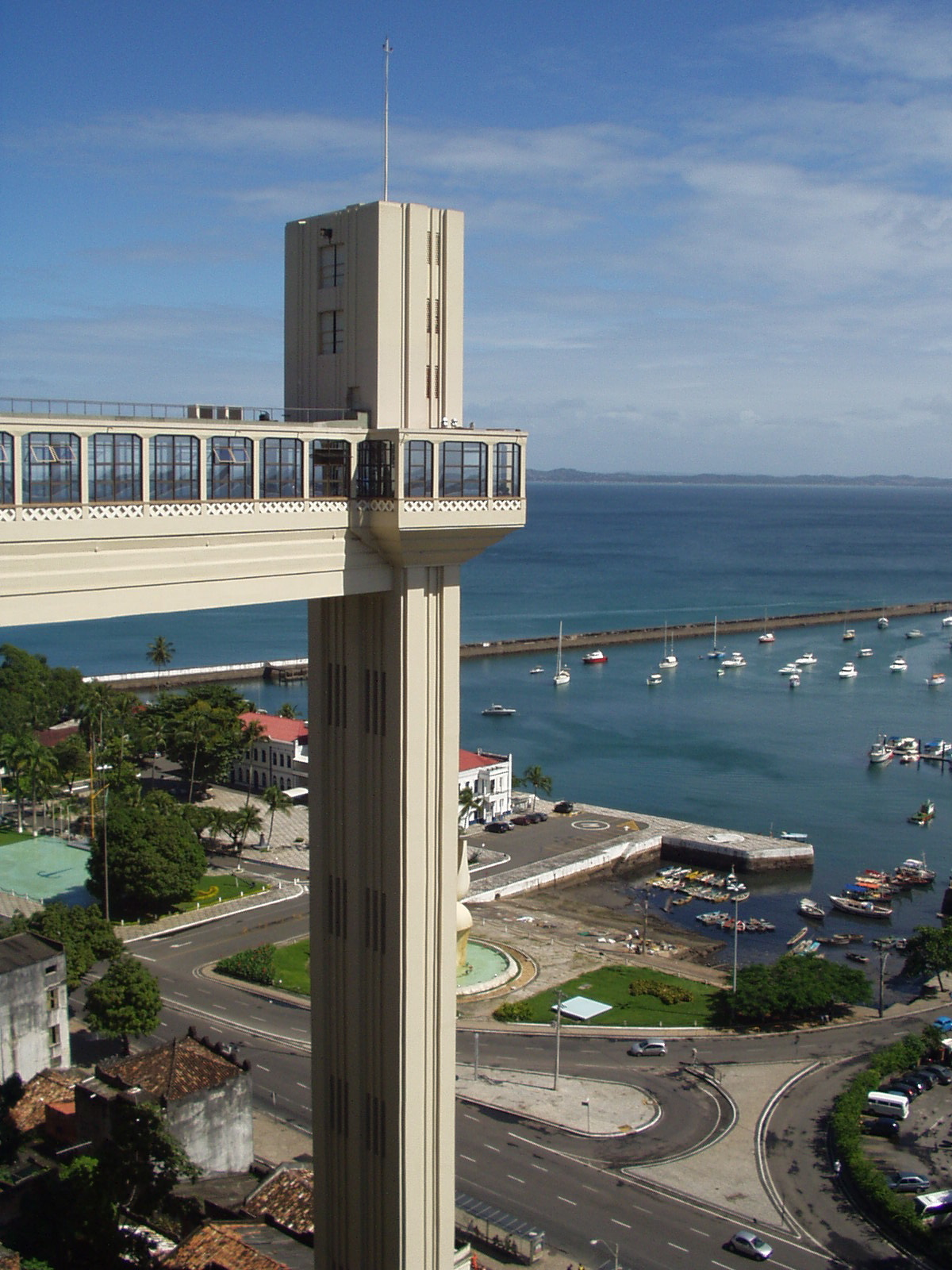
L'elevador Lacerda (1873) relie la ville haute (le Pelourinho) et la ville basse en surplombant la baie de tous les Saints.

Il existe des écoles internationales, telles que l’École panaméricaine de Bahia.

### Établissements d'enseignement
La ville compte plusieurs universités :
- Université fédérale de Bahia (UFBA) ;
- Université catholique de Salvador (UCSal) ;
- Université de l'État de Bahia (UNEB) ;
- Université Salvador (UNIFACS) ;
- Faculté de technologie et des sciences (FTC) ;
- Institut fédéral de Bahia (IFBA) ;
- Faculté Ruy Barbosa (FRB) ;
- Campus intégré de fabrication et de technologie (CIMATEC) ;
- Faculté Castro Alves (FCA) ;
- Centre universitaire Jorge Amado (UNIJORGE) ;
- École de médecine et de santé publique de Bahia (EBMSP).

La ville dispose de plusieurs écoles de langue portugaise pour étrangers et de langues étrangères pour les locaux, à l'instar de l'Alliance française, de l'Institut Goethe et de l'Institut Cervantes.

### Écoles primaires et secondaires

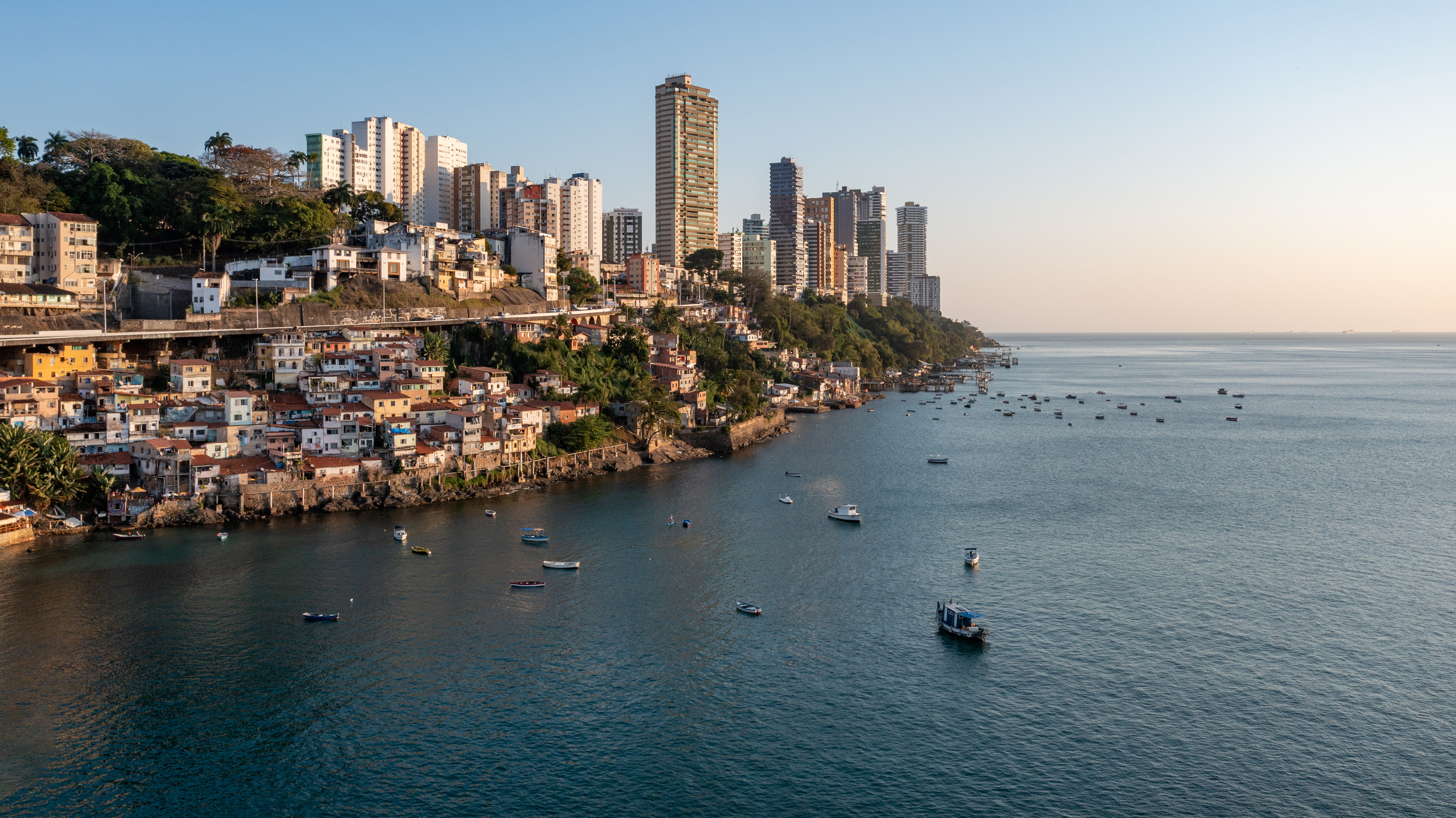
Le quartier de Gamboa.

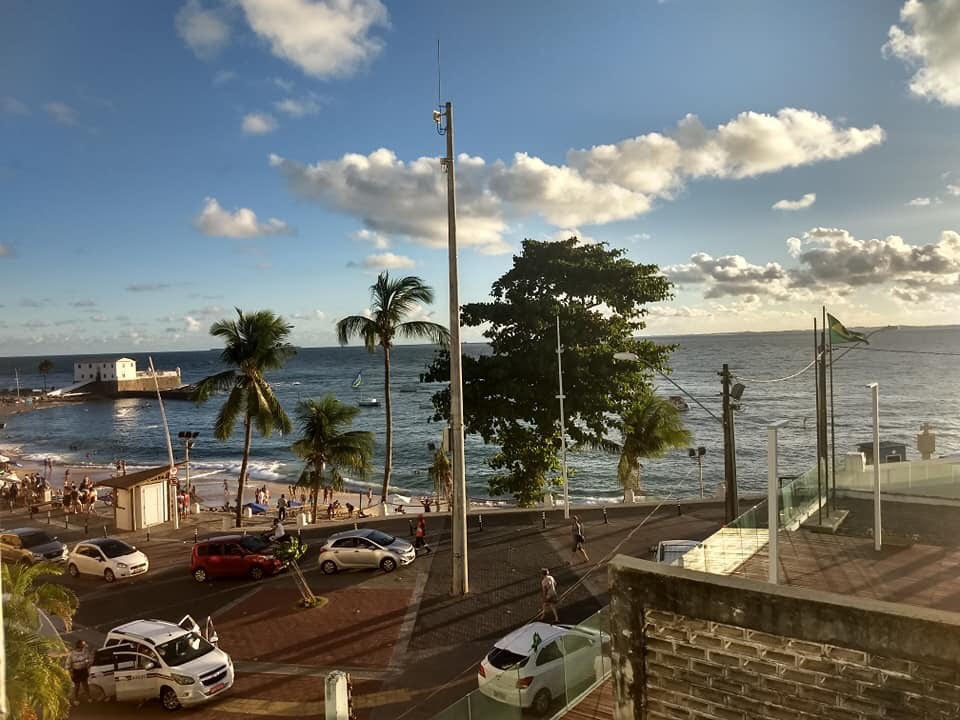
La plage du Port de Barra.

En 2017, les écoles les mieux classées à l'Examen national du lycée (ENEM) étaient les suivantes :
- École Bernoulli ;
- École Anchieta ;
- École Módulo ;
- École Oficina ;
- École Anglo-Brésilienne ;
- École Antônio Vieira ;
- École São Paulo ;
- École militaire de Salvador ;
- École Villa-Lobos ;
- École Sartre COC ;
- École Mariste ;
- École Cândido Portinari ;
- École Gregor Mendel ;
- École Notre-Dame de la Conception.
- École du Très-Saint-Sacrement.

## Transports

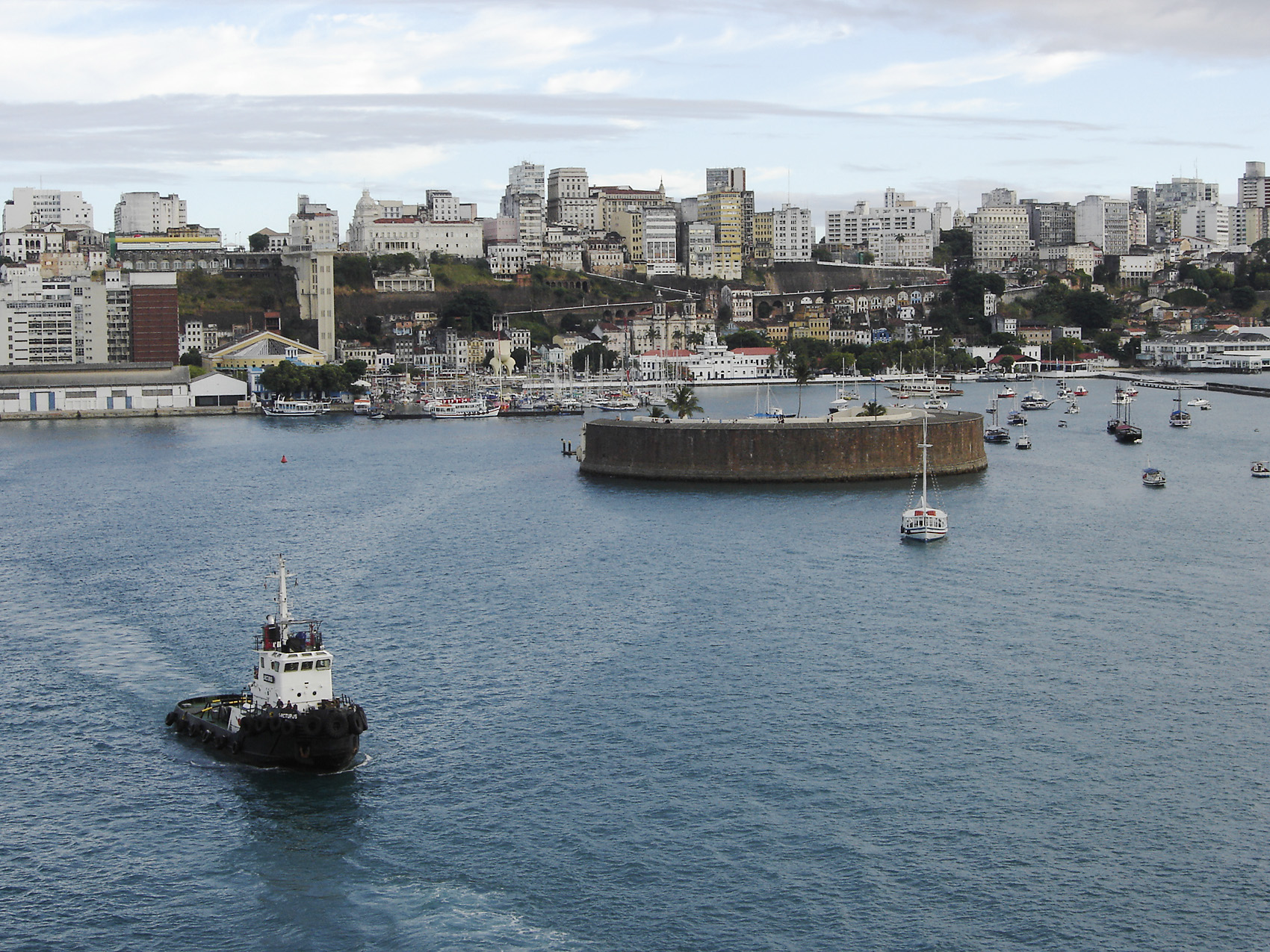
Le centre-ville vu depuis la mer.

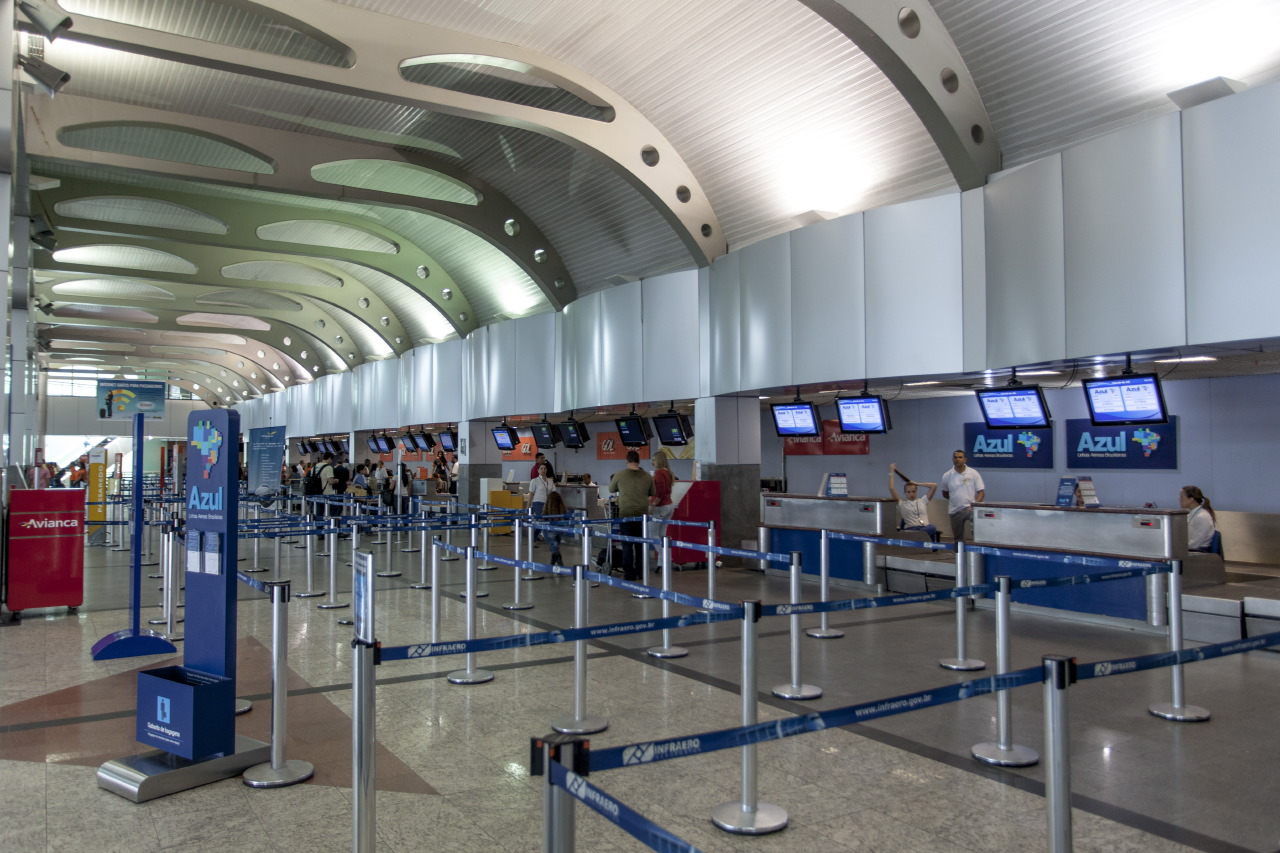
Aéroport International de Salvador.

### Aéroport international de Salvador - Deputado Luís Eduardo Magalhães (SSA)
L'aéroport international Deputado Luís Eduardo Magalhães (anciennement Dois de Julho, en hommage à l'Indépendance de Bahia) s'étend sur 6 900 mètres carrés entre les dunes de sable et la végétation locale. Il est situé à 28 km au nord du centre de Salvador: La route menant à l'aéroport est devenue l'une des principales attractions de la ville. Depuis janvier 2018, il est exploité par Vinci Airports.
L'aéroport international de Salvador s'appelait « Dois de Julho », « 2 juillet », jusqu'au 16 juin 1998, quand il fut renommé aéroport international « Deputado Luis Eduardo Magalhães », d'après le nom du fils d'un des gouverneurs de cet État brésilien, Antônio Carlos Magalhães.

### Port
Le port de Salvador, situé dans la baie de Todos os Santos, est le deuxième port exportateur de fruits du Brésil. Grâce à la croissance économique de l'État, le volume de marchandise transitant par le port augmente chaque année[réf. souhaitée], ce qui explique le fait que le port soit le port présentant le plus de mouvement de conteneurs dans la région Nord/Nord-Ouest du pays.

### Métro

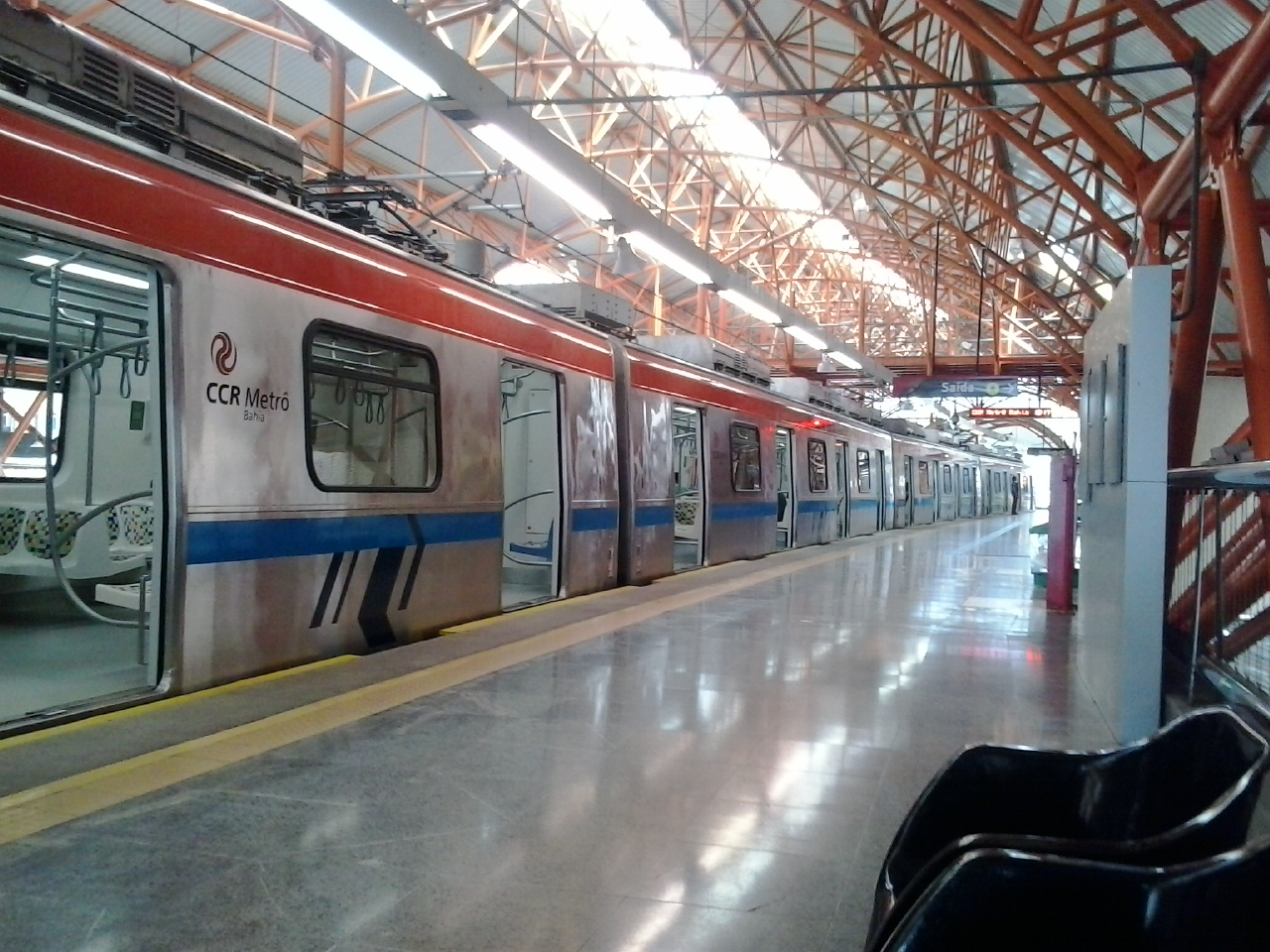
La gare de Brotas au centre ville.

Le système de métro de Salvador est en service depuis décembre 2014. En 2018, le système comptait deux lignes, 33,5 km d'extension et un total de 20 stations, une bonne partie d'entre elles reliée au système de bus métropolitain.
La construction du métro a été achevée grâce au projet de développement de la mobilité urbaine lancé en vue de la Coupe du Monde de la FIFA 2014. La nouvelle ligne 2 du métro de Salvador relie les stations Acesso Norte et le centre-ville de Lauro de Freitas dans la zone métropolitaine. La connexion de la ligne 2 avec la ligne 1 à la station Acesso Norte permet donc de connecter l'aéroport international au centre-ville et l'Arena Fonte Nova.

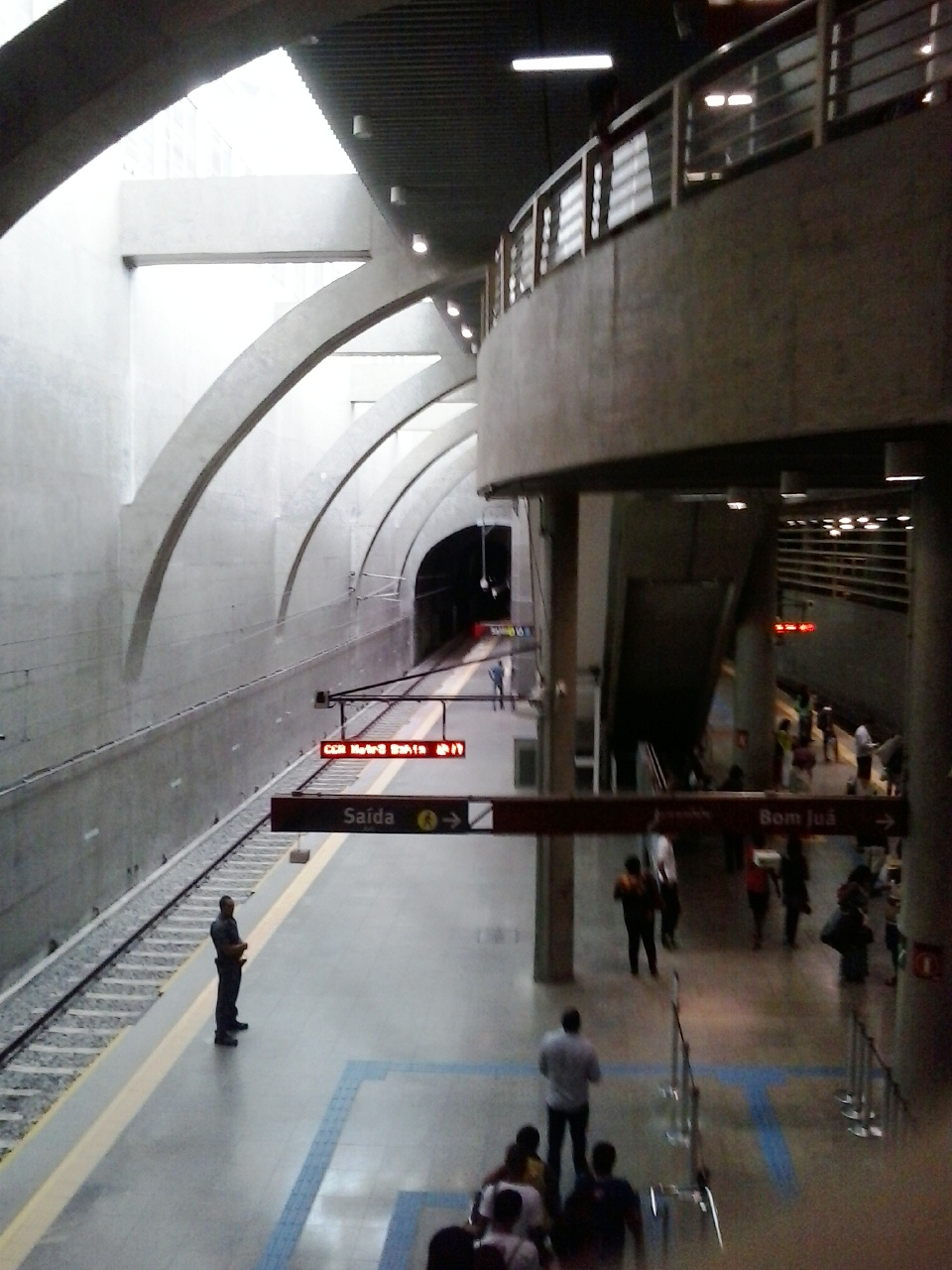
Gare de Lapa (centre ville).

### Autoroutes
Les autoroutes fédérales BR-101 et BR-116 traversent l'État de Bahia du Nord au Sud et relient la ville au reste du pays. Pour se rendre à la foire de Santana Junction, prenez la route nationale BR-324. À partir de São Roque do Paraguaçu la BR-242, est relié à la BR-116, qui est lié à la région du moyen-ouest. Parmi les autoroutes de l’État figurent la BA-099, qui relie la côte nord et la BA-001, qui relie le sud de Bahia[Quoi ?]. Quatre autoroutes pavées relient la ville au réseau routier national.

### Bus
Salvador est desservie par plusieurs compagnies d'autocars de presque tous les États brésiliens[Lesquels ?]. À partir du Terminal Routier de Salvador, dans la zone du Iguatemi, les bus desservent la plupart des grandes villes brésiliennes, notamment Rio de Janeiro, Sao Paulo ou Brasilia, ainsi que des destinations régionales.
En 2007, la ville comptait 586 951 véhicules[réf. nécessaire]. Salvador compte 2 500 bus publics et 2 millions de personnes sont transportées chaque jour[réf. nécessaire].

### Statistiques
En semaine, la durée moyenne de transport pour effectuer le trajet domicile-travail est de 94 minutes[réf. souhaitée]. Cependant, 33 % des usagers passent plus de deux heures par jour dans les transports.
Le temps d'attente moyen à une station (arrêt de bus ou gare) est de 33 minutes[réf. nécessaire].
La distance moyenne que parcourue en un seul voyage est de 8 km et 18 % des usagers parcourent plus de 12 km en un seul voyage[réf. nécessaire].

## Tourisme et loisirs

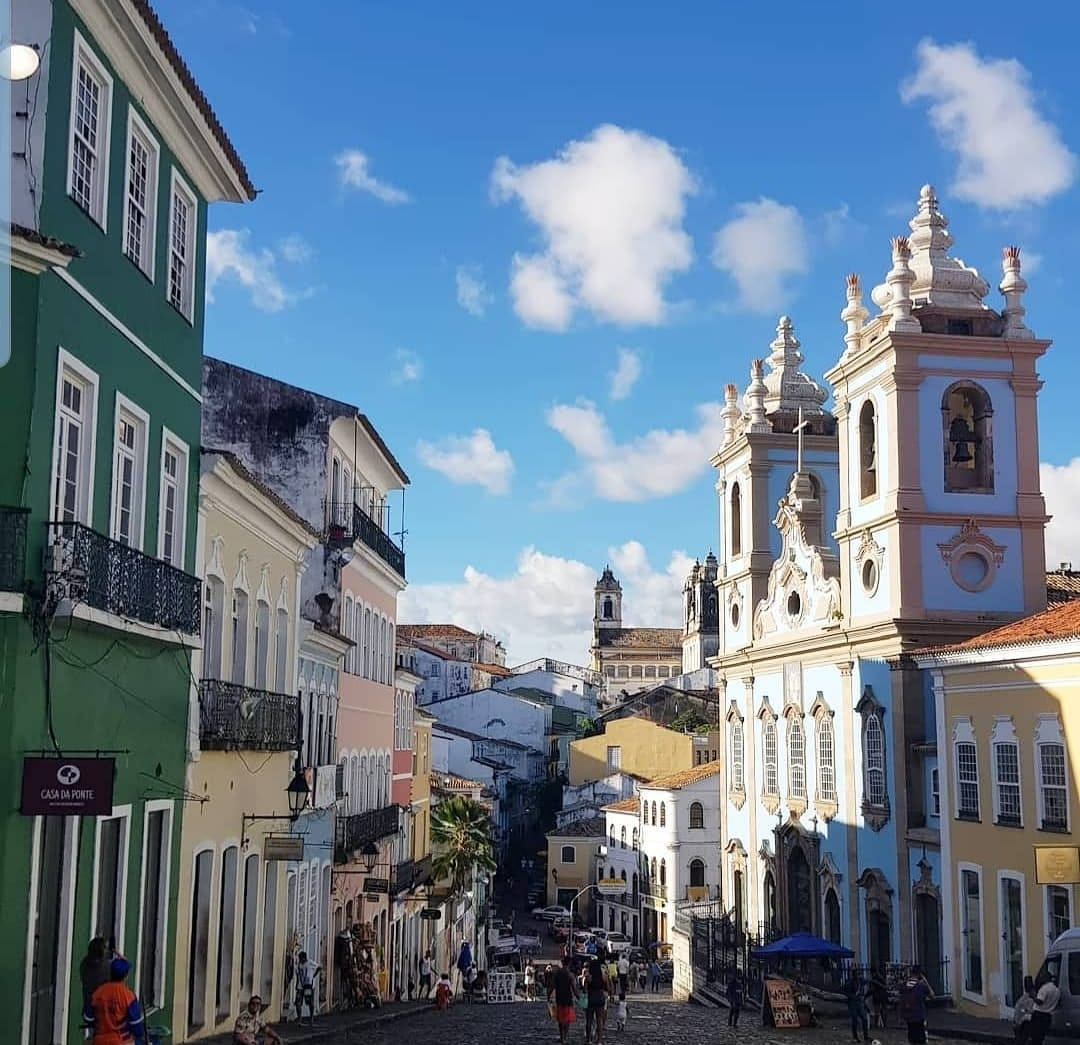
L'église du Rosaire des hommes noirs, centre historique.

La côte de Salvador est l'une des plus longues pour les villes du Brésil. Il y a 80 km de plages réparties entre la ville haute et la ville basse, depuis Inema, dans la banlieue de Flamengo Beach, de l'autre côté de la ville. Alors que les plages de Low City sont bordées par les eaux de la baie de All Saints (la plus grande baie du pays), les plages de High City, du phare de Barra à Flamengo, sont bordées par l'océan Atlantique. L'exception est la plage de Porto da Barra, la seule plage de High City située dans la baie de All Saints.
Les plages de la capitale vont des calanques calmes, idéales pour la baignade, la voile, la plongée et la pêche sous-marine, ainsi que des criques ouvertes avec de fortes vagues, recherchées par les surfeurs. Il y a aussi des plages entourées de récifs, formant des piscines naturelles en pierre, idéales pour les enfants.
Les endroits intéressants à visiter près de Salvador sont :
Selon le journal britannique The Guardian, en 2007, Porto da Barra Beach était le troisième meilleur au monde.

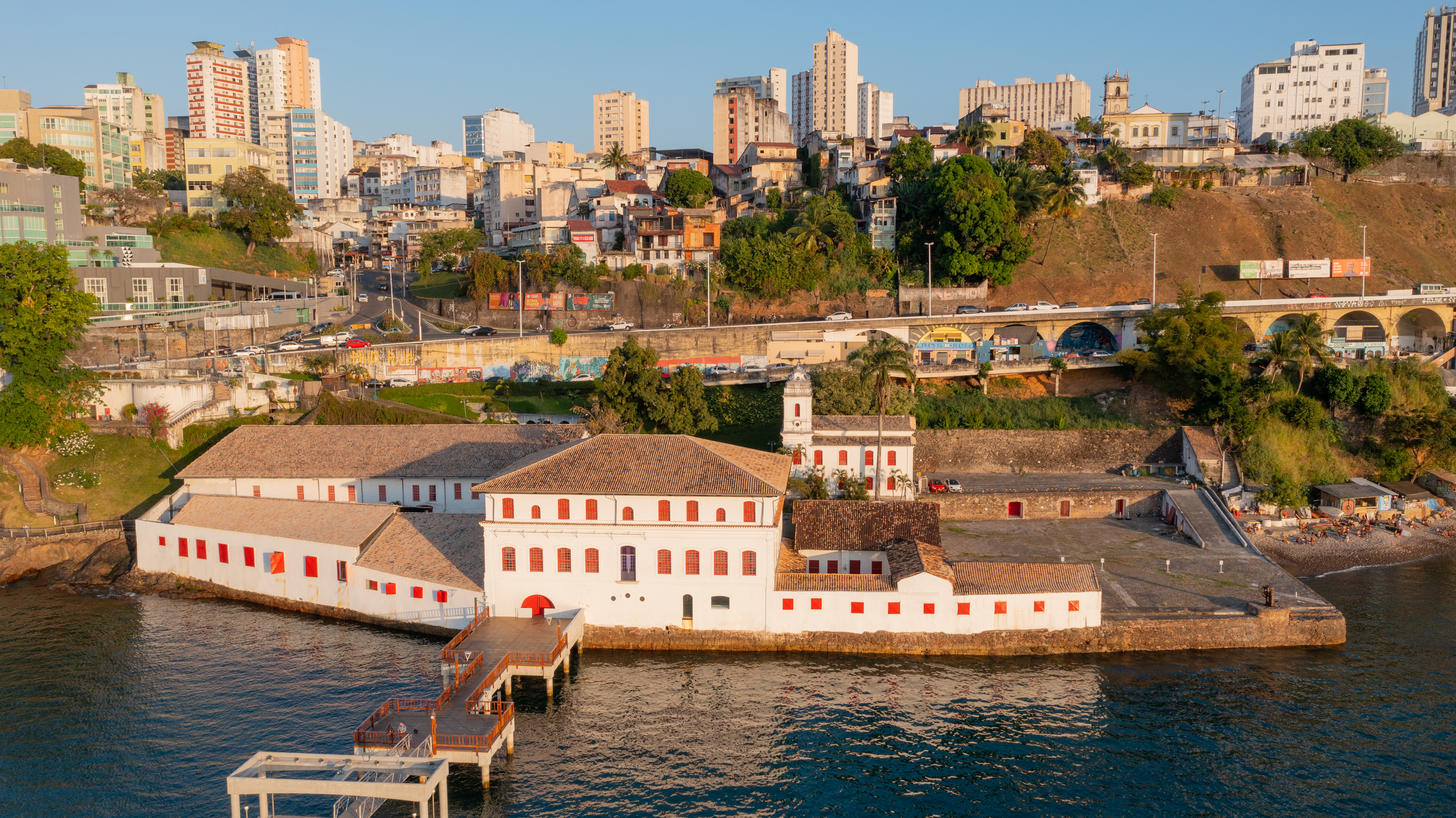
Le musée d'art moderne de Bahia - Solar do Unhão.

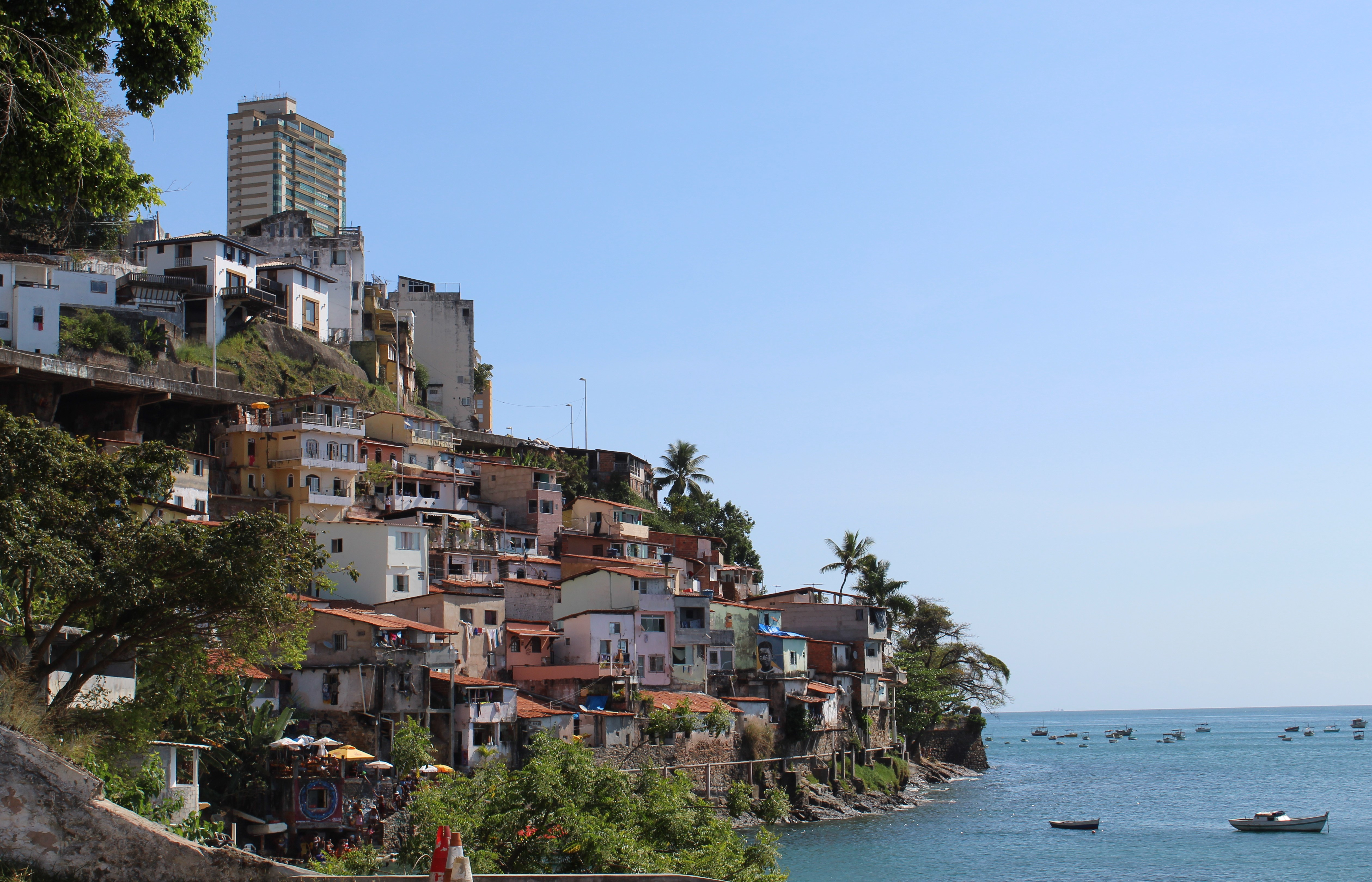
Quartier Gamboa de Baixo.

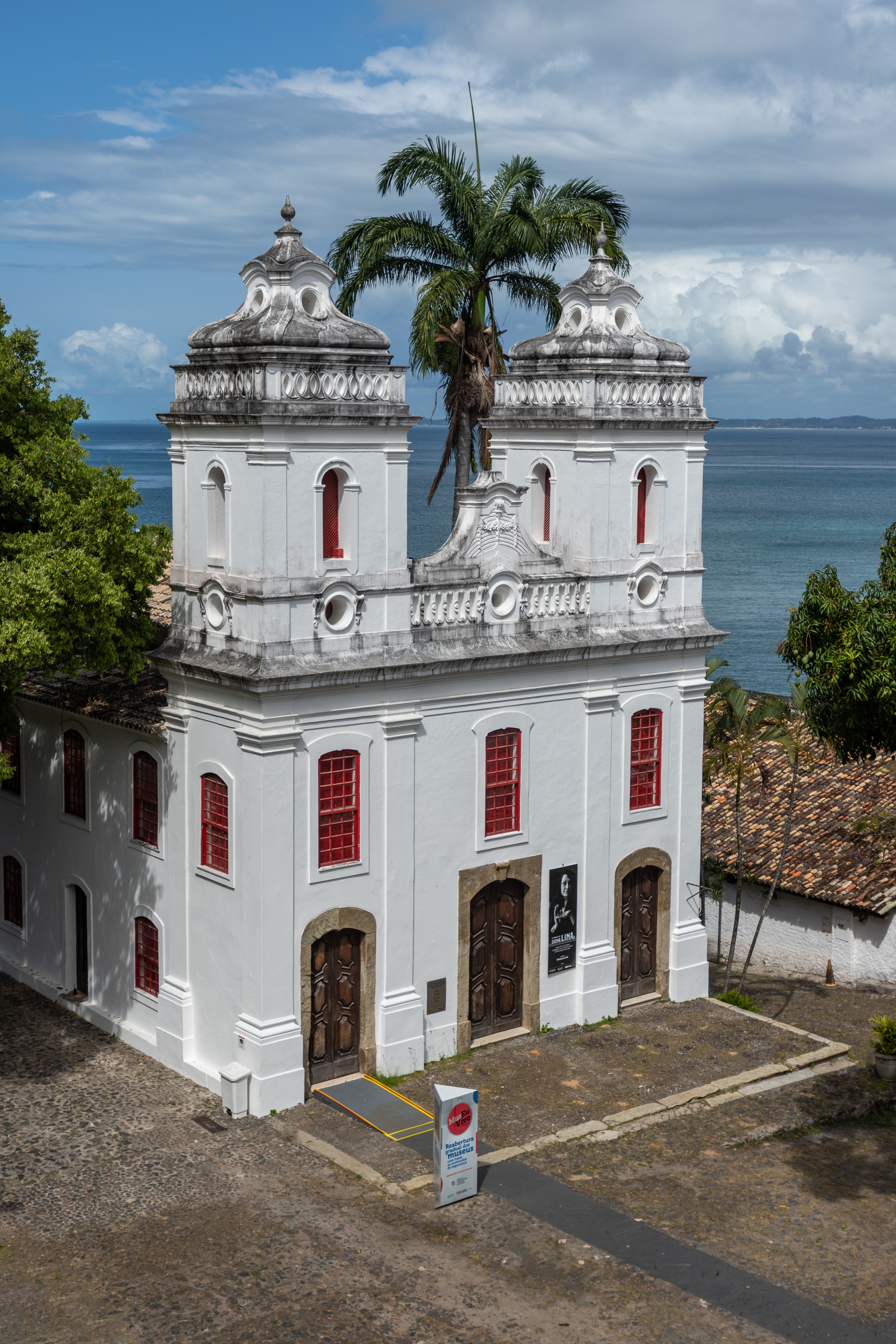
La chapelle Notre-Dame-de-la-Conception, quartier Solar do Unhão.

La grande île d'Itaparica, dans la baie de tous les saints, peut être visitée soit par un ferry, soit par un plus petit ferry à passagers qui part de près du marché Modelo, près de l'ascenseur Lacerda.
Autoroute BA-099, ou « Ligne de noix de coco » et « Ligne verte » de villes et villages, avec des plages exquises, au nord de Salvador, en direction de l'État de Sergipe.
Morro de São Paulo, dans la région de Valença, à travers la baie de tous les saints — une île accessible en ferry depuis Salvador (deux heures), en avion ou en bus jusqu'à Valença, puis par bateau rapide « Rapido » ou plus petit ferry. Morro de São Paulo est formé par cinq villages de l'île de Tinharé.
La ville est desservie par de nombreux centres commerciaux, dont Shopping Iguatemi, Salvador Shopping, Shopping Barra, et Parallel Shopping.
Salvador compte quatre parcs, des espaces verts protégés, le parc Jardim dos Namorados, le parc Costa Azul, le parc de la ville et le parc de Pituacu.
Jardim das Namorados est situé juste à côté du parc Costa Azul et occupe une superficie de 15 hectares à Pituba, où de nombreuses familles passaient leurs vacances dans les années 1950. Il a été inauguré en 1969, initialement comme zone de loisirs. Il a subi une rénovation complète dans les années 1990, avec la construction d'un amphithéâtre pouvant accueillir 500 personnes, des terrains de sport, des aires de jeux et un parking pour voitures et bus touristiques.
Le parc de la ville est une importante zone de préservation de la forêt atlantique. Il a été entièrement rénové en 2001 et est devenu un lieu social, culturel et de loisirs moderne. Le nouveau parc a une superficie de 720 mètres carrés au beau milieu de la ville. Parmi les attractions se trouvent la place des fleurs, avec plus de cinq mille plantes et fleurs ornementales.
Outre son environnement, le parc dispose d'une infrastructure pour les enfants, avec un calendrier spécial des événements qui a lieu chaque octobre.
Créé par décret en 1973, le parc Pituaçu occupe une superficie de 450 hectares et est l'un des rares parcs écologiques brésiliens situés dans une zone urbaine. Il est entouré par la forêt atlantique, avec une bonne variété de plantes et d'animaux. Il y a aussi un étang artificiel dans le parc, construit en 1906 avec le barrage de Pituaçu, dont le but était de fournir de l'eau à la ville.
Il y a un certain nombre d'activités de loisirs possibles, allant des promenades en cycloboats sur l'étang, au cycloway long de 38 km qui entoure toute la réserve. Le musée est également situé dans le parc. Space Cravo est un musée en plein air avec 800 pièces créées par Mario Cravo, comprenant des totems, des figures ailées et en trois dimensions, ainsi que des dessins et des peintures.

## Le carnaval

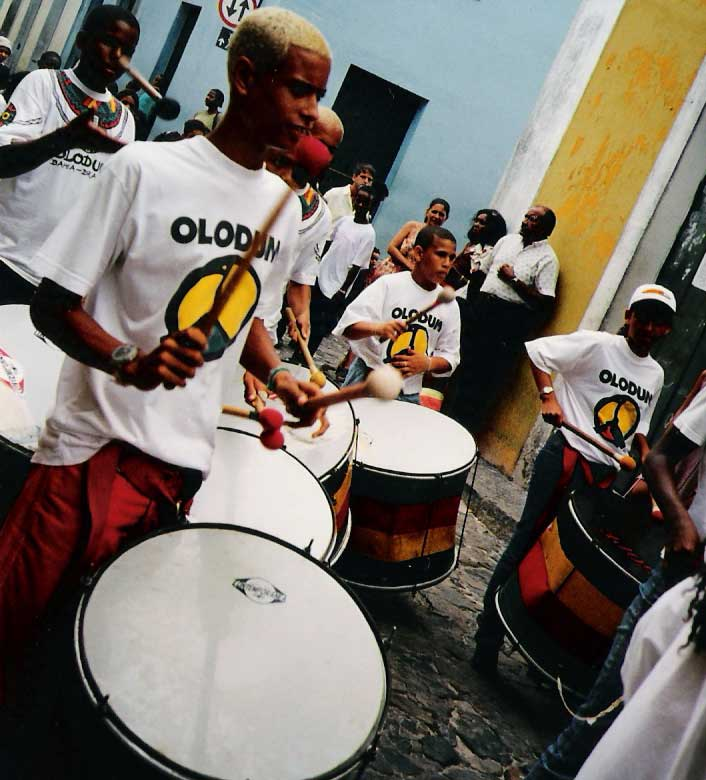
Batteurs du groupe Olodum.

Le carnaval de Salvador est le plus grand carnaval populaire de rue du monde (Livre Guinness des records). C'est sans aucun doute l'événement le plus important de l'année pour la majorité des habitants : en 2005, la police militaire a recensé près de 2,2 millions de participants au même instant.
Quelques chiffres sur le carnaval de 2005 (source : mairie de Salvador) :
- 209 entités carnavalesques ont participé, en général des « Trios », semi-remorques tapissés de haut-parleurs et avec orchestre sur le toit, souvent accompagnés d'un second camion « d'appui » avec bar et infirmerie réservés aux inscrits.
- 25 km de rues, places et avenues ont été fermés pour le carnaval, dont 11 km strictement réservés aux défilés (4 km pour le circuit Dodô et 7 km pour le circuit Osmar et Batatinha).
- La recette dégagée a été de 87 millions de dollars.
- 220 087 emplois provisoires ont été créés.
- 85 % des participants sont brésiliens, dont une grande majorité venant d'autres États, et 15 % d'étrangers (parmi ces derniers, 12 % de Français et 5 % de Suisses).
- 16,9 millions de litres de bière et 9,8 millions de litres d'eau minérale y ont été bus.
- Très surveillé par la police, on y dénombre néanmoins chaque année de nombreux vols et violences, mais aucun décès n'a été répertorié en 2005.

Contrairement au carnaval de Rio, qui relève en grande partie du spectacle, le carnaval de Salvador est un carnaval de rue. Le carnaval est la fête des fêtes. Beaucoup de Brésiliens viennent le vivre à Salvador, laissant plutôt Rio aux étrangers. Pendant quatre jours et quatre nuits, la ville entière est dans la rue. Groupes, corporations et sectes se mélangent pour chanter et danser jusqu'à l'épuisement. Toutes les extravagances sont permises.
À ce sujet, voire l'ouvrage de Michel Agier, Anthropologie du carnaval. La ville, la fête et l'Afrique à Bahia. Paris, Éd. Parenthèses - ird, « Eupalinos », 2000, 256 p.

## Religion

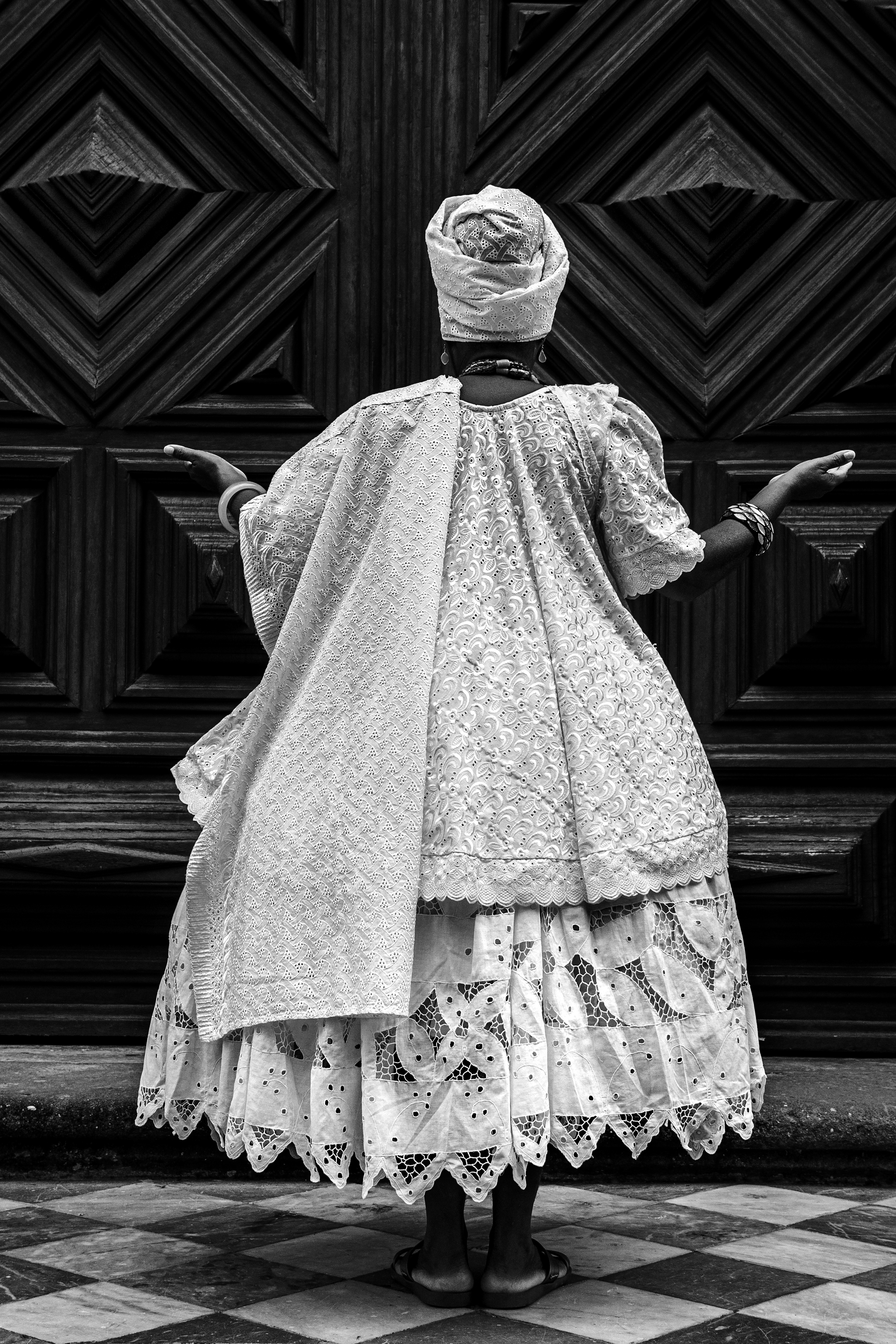
Sous le regard de l'Église, photographie de Giacomo Mancini.

| Religion                   | Pourcentage | Nombre    |
| Catholicisme               | 51,55 %     | 1,379,252 |
| Protestantisme évangélique | 19,59 %     | 524,286   |
| Sans religion              | 17,64 %     | 471,928   |
| Spiritisme                 | 3,23 %      | 86,424    |
| Umbanda et Candomblé       | 1,05 %      | 28,019    |
| Judaïsme                   | 0,04 %      | 1,010     |
| Source : IBGE 2010.        |             |           |

## Sport
La ville dispose de nombreuses installations sportives, dont les stades de football de l'Itaipava Arena Fonte Nova, du Stade Manoel-Barradas, du Stade Octávio-Mangabeira, du Stade Roberto Santos, du Stade Santiago de Compostela ou encore du Stade Deputado Galdino Leite.

### Clubs
Football
- EC Bahia
- EC Vitória
- Botafogo SC

## Personnalités illustres
- Acelino "Popó" Freitas, boxeur champion du monde 4 fois.
- Robson Conceição, boxeur médaillé d'or olympique 2016.
- Hebert Conceição, boxeur médaillé d'or olympique 2021.
- Beatriz Ferreira, boxeur, champion du monde et vice-champion olympique.
- Lyoto Machida, combattant de MMA.
- Tony Kanaan, pilote automobile brésilien.
- Ricardo, joueur de beach-volley, champion olympique.
- Edvaldo Valério, nageur brésilien, médaillé olympique.
- Breno Correia, nageur brésilien, champion du monde et ancien détenteur du record du monde.
- Guilherme Caribé, nageur brésilien, champion des Jeux panaméricains.
- Allan do Carmo, nageur, brésilien, spécialistes de la nage en eau libre.
- Israel, joueur brésilien de basket-ball, champion panaméricain et médaillé aux Championnats du monde.
- Pat Medrado, joueuse de tennis, ancien top 10 en double et top 50 en simple.
- Bebeto, footballeur, champion du monde 1994.
- Dante, footballeur brésilien.
- Walace, footballeur brésilien.
- Oséas, footballeur brésilien.
- Edcarlos, footballeur brésilien.
- Edílson, footballeur brésilien.
- Keno, footballeur brésilien.
- Marcelo Oliveira, footballeur brésilien.
- Adriana Lima, mannequin (Victoria's Secret, Maybelline, etc.) y est née en 1981.
- Martha Vasconcellos, Miss Bahia 1968, Miss Brésil 1968 et Miss Univers 1968.
- Moisés Ribeiro Santos, footballeur, y est né en 1991
- Gilberto Gil, musicien, y est né en 1942
- Jorge Amado, écrivain.

## Dans la culture
Salvador de Bahia sert de décor à plusieurs aventures de Corto Maltese, écrites et dessinées par Hugo Pratt réunies dans l'album Sous le signe du Capricorne.

## Jumelages
- Angra do Heroísmo (Portugal) ;
- Cascais (Portugal) ;
- Lisbonne (Portugal) ;
- Los Angeles (Californie) ;
- Philadelphie (Pennsylvanie) ;
- Luanda (Angola) ;
- Cotonou (Bénin) ;
- Harbin (Chine) ;
- La Havane (Cuba) ;
- Pontevedra (Espagne) ;
- Cayenne (France) ;
- Sciacca (Italie) ;
- Boké (Guinée).